# 夜のピクニック
『夜のピクニック』（よるのピクニック）は、恩田陸の長編青春小説。『六番目の小夜子』『球形の季節』と合わせて高校三部作とされ、本作はその完結編にあたる。『小説新潮』2002年11月号から2004年5月号に連載、2004年7月30日に新潮社より刊行された。高校生活の最後を飾る伝統行事「歩行祭」を舞台に、80キロメートルの道のりを親友たちと夜を徹し歩く非日常の中で浮き彫りとなる青春の光と影を描く。第2回本屋大賞、第26回吉川英治文学新人賞受賞作。
およびこれを原作とした日本映画および音楽劇である。

## 概要
『小説新潮』にて2002年11月号から2004年5月号まで連載後、2004年7月30日に新潮社から発売され、第2回本屋大賞、第26回吉川英治文学新人賞を受賞した。また、2004年度『本の雑誌』が選ぶノンジャンルベスト10で1位に選ばれた。2006年9月に新潮文庫でも発売された。短編集『図書室の海』（2002年2月、新潮社）には、歩行祭の前日譚「ピクニックの準備」が収録されている。なお、「ピクニックの準備」と『夜のピクニック』では、登場人物の設定が違うなどいくらかの相違がある。
著者の母校である茨城県立水戸第一高等学校の名物行事「歩く会」をモデルにしている。本書では80キロメートルの歩行祭と記してあるが、実際の「歩く会」は70キロメートルとのこと。

## ストーリー
高校の伝統行事「歩行祭」では全校生徒が24時間かけて80キロメートルを歩く。3年生の甲田貴子は、最後の歩行祭、1年に1度の特別なこの日に、自分の中で賭けをした。それは、クラスメイトの西脇融に声をかけるということ。貴子は、恋心とは違うある理由から西脇を意識していたが、1度も話をしたことがなかった。しかし、ふたりの不自然な様子をクラスメイトは誤解してしまう。

## 登場人物
榊姉弟以外は北高の3年生。
西脇融（にしわき とおる）
テニス部。同級生の甲田貴子とは異母兄妹。
甲田貴子（こうだ たかこ）
同級生の西脇融とは異母兄妹。母はシングルマザー。
戸田忍（とだ しのぶ）
融の親友。水泳部。以前に内堀亮子と付き合っていた。
原作では眼鏡をかけている描写があるが、映画版ではかけていない。はっきりと言及はされていないものの、貴子のことが好き。
遊佐美和子（ゆさ みわこ）
貴子の親友で和菓子屋の娘。北高男子の憧れの的。
原作と映画版では兄弟の設定が異なる。
榊杏奈（さかき あんな）
貴子と美和子の親友で帰国子女。2人には好きな人のことを打ち明けないまま、高校3年生になる春に再びアメリカへ行ってしまう。
後藤梨香（ごとう りか）
融と貴子のクラスメイト。
映画版では、戸田忍のことが好きという設定になっているが、原作では言及されていない。
梶谷千秋（かじたに ちあき）
融と貴子のクラスメイト。国立大文系を目指すクラスに所属している。戸田忍に対して密かに好きという感情を抱いている。
映画版では春山という生徒のことが好き。
榊順弥（さかき じゅんや）
杏奈の弟。アメリカに住んでいるが、わざわざ日本までやって来て歩行祭に飛び入りで参加する。実は前年も来ていた。
高見光一郎（たかみ こういちろう）
融と貴子のクラスメイトでロックをこよなく愛する。昼間は死んだように静かなので「ゾンビ」とあだ名される。
原作では背が低い設定になっているが、映画では長身である。
内堀亮子（うちぼり りょうこ）
美和子のクラスメイトで、戸田忍の元カノ。校内で付き合った男子は数知れず。融のことを狙っているらしい。超打算的女と忍に言われている。

## 書誌情報
- 夜のピクニック（2004年7月30日[4]、新潮社、ISBN 978-4-10-397105-4）
- 夜のピクニック（2006年9月7日[6]、新潮文庫、ISBN 978-4-10-123417-5）

## 映画
2006年9月30日に公開。
撮影場所には原作者の母校であり、この作品の舞台となっている茨城県立水戸第一高等学校が実際に使われた。また、著者の「アイドルっぽくない俳優を使ってほしい」というリクエストがあり、その要望に添ったキャスティングになった
キャッチコピーは「みんなで夜歩く。ただそれだけなのに、どうしてこんなに特別なんだろう」。

### キャスト（映画）
- 甲田貴子：多部未華子
- 西脇融：石田卓也
- 戸田忍：郭智博
- 遊佐美和子：西原亜希
- 後藤梨香：貫地谷しほり
- 梶谷千秋：松田まどか
- 高見光一郎：柄本佑
- 内堀亮子：高部あい
- 榊杏奈：加藤ローサ
- 榊順弥：池松壮亮
- 矢部（野球部員）：海老澤健次
- さくら（実行委員）：近野成美
- 藤巻（教師）：嶋田久作
- 校長：田山涼成
- 貴子の母：南果歩

### スタッフ（映画）
- 監督：長澤雅彦
- 脚本：長澤雅彦、三澤慶子
- 企画・プロデュース：牛山拓二、武部由実子
- コンセプト・デザイン：種田陽平
- 音楽プロデュース：伊東宏晃（tearbridge production）
- 音楽：REMEDIOS、DAKOTA STAR
- 主題歌：MONKEY MAJIK「フタリ」（binyl records）
- 照明：中村裕樹
- イメージソング：金築卓也「ひとりじゃないから」（tearbridge records）
- 企画・製作プロダクション：ムービーアイ・エンタテインメント
- 配給：ムービーアイ・エンタテインメント、松竹
- 製作：「夜のピクニック」FILM VENTURER（ムービーアイ・エンタテインメント、I&S BBDO、エイベックス・エンタテインメント、Yahoo! JAPAN、インディペンデント・フィルム・ファンド）

### スピンオフ
『ピクニックの準備』（ピクニックのじゅんび）と題し、物語の前日譚を描いたオムニバス形式の作品として製作され、映画本篇公開のおよそ1か月半前から順次Yahoo!動画で無料配信、2006年9月15日にDVD作品として発売された。
映画の主な登場人物にスポットライトを当てた10篇の短編作品を収録。短編集『図書室の海』（2002年2月、新潮社）に収録されている原作「ピクニックの準備」とは内容が異なり、エピソードはすべて脚本の三澤慶子らによるオリジナルで、映画の前日譚を描く。「片想いの長さ」もう一つの杏奈編は特典映像として収録されているため、レンタル専用DVDには収録されていない。ちなみに、特典映像にはこれら短編作品のメイキング映像が収録されている。
1. 「おまじない」杏奈編
  - 監督・共同脚本：長澤雅彦
  - 出演：加藤ローサ
2. 「告白」さくら編
  - 監督：渡邊孝好
  - 出演：近野成美、大津尋葵、田山涼成
3. 「序奏」高見編
  - 監督：下山天
  - 出演：柄本佑、嶋田久作
4. 「願い事」千秋編
  - 監督・共同脚本：井坂聡
  - 出演：松田まどか、若月徹
5. 「シナリオの行方」梨香&忍編
  - 監督：宮野雅之
  - 出演：貫地谷しほり、郭智博
6. 「おかいもの」亮子編
  - 監督・脚本：鶴田法男
  - 出演：高部あい、海老澤健次
7. 「むりっぽい」貴子編
  - 監督：長澤雅彦
  - 出演：多部未華子、石田卓也
8. 「ひみつ」美和子編
  - 監督：宮野雅之
  - 出演：西原亜希、中里アミ、小野まりえ、鈴木達也、石田卓也
9. 「はてのない」融編
  - 監督：長澤雅彦
  - 出演：石田卓也、多部未華子
10. 「片想いの長さ」もう一つの杏奈編
  - 監督・共同脚本：長澤雅彦
  - 出演：加藤ローサ

なお出演者のうち2人（多部・貫地谷）はのちに連続テレビ小説のヒロインに抜擢されている。

### CM
ナナムジカ「Ta-lila〜僕を見つけて〜」のCM。『夜のピクニック』にインスパイアされて作られた。
世界最短15秒シネマとして、『COUNT DOWN TV』（TBS）内で放送。全3話。
- 監督：長澤雅彦
- 出演：唐沢寿明（先生役）、上原美佐（生徒の月子役）
- 第一話 2005年4月16日放送
- 第二話 2005年4月23日放送
- 最終話 2005年4月30日放送

## 舞台
音楽劇『夜のピクニック』として水戸芸術館ACM劇場の企画制作で舞台化され、深作健太演出、高橋知伽江脚本、扇谷研人作曲・音楽監督により2016年9月17日から9月25日まで同劇場にて上演された。主演の吉川友を筆頭に、総出演者24名中の18名が茨城県出身・在住など、茨城にゆかりのあるキャストで構成された。
水戸芸術館開館30周年記念事業として同会場にて、2020年10月1日から10月4日に主要スタッフを同じく再演された。当初は、同年9月26日から予定されていたが、新型コロナウイルス感染症の影響により日程が短縮された。主要キャストの他、水戸こどもミュージカルスクールの卒業生、茨城県・水戸市にゆかりのあるアンサンブルキャストが出演した。

### キャスト（舞台）
2016年版
- 榊杏奈 - 吉川友
- 西脇融 - 加藤良輔
- 甲田貴子 - 小林日奈子
- 戸田忍 - 内藤大希
- 甲田聡子 - 剣幸（特別出演）

2020年版
- 榊杏奈 - 吉川友
- 西脇融 - 加藤良輔
- 甲田貴子 - 北川理恵
- 戸田忍 - 安達勇人
- 甲田聡子 - 剣幸

### スタッフ（舞台）
主要スタッフは、2016年版と2020年版共通。
- 原作 - 恩田陸『夜のピクニック』（新潮文庫）
- 演出 - 深作健太
- 脚本 - 高橋知伽江
- 作曲・音楽監督 - 扇谷研人
- 舞台美術 - 伊藤雅子
- 照明 - 倉本泰史
- 音響 - 長野朋美
- 衣裳 - 西原梨恵
- ヘアメイク - 中原雅子
- ステージング・歌唱指導 - 高城信江
- ステージング助手 - 大内真智
- 稽古ピアノ - 伊藤祥子
- 演出助手 - 須藤黄英
- 舞台監督 - 目原 瞬
- 企画制作 - 水戸芸術館ACM劇場
- 主催 - 水戸市芸術振興財団